# حارة ابن الأمير (صنعاء)
ابن الأمير هي إحدى حارات حي بني حوات (صنعاء) بمدينة الروضة شمال العاصمة اليمنية "صنعاء"، بلغ تعداد سكانها 2199 نسمة حسب تعداد اليمن لعام 2004.